# 福井製薬
福井製薬株式会社（ふくいせいやく、英語：Fukui Pharmaceutical Co., Ltd.）は、大阪府大阪市城東区に本社を置く製薬会社である。

## 沿革
- 1917年 - 福井康介が、池田修一郎と池田製薬合資会社として東京都葛飾区向島に創業し、タウリンを主成分とする医薬品の製造販売を開始
- 1919年 - 福井康介が、東京都高田馬場において福井商会を創設し、タウリン結晶の製造及びタウリン注射薬タウロールの製造販売を開始
- 1923年 - 福井商会を大阪市東淀川区中津本通に移転
- 1927年 - 福井商会が「タウロイックス」の製造販売許可を取得
- 1934年
  - 山田考治郎が、東京都大田区西六郷において日本製薬株式会社を設立し、池田製薬合資会社の事業を承継
  - 資本金10万円、池田ツネが代表取締役社長
- 1935年 - 福井康介の引退により、福井勝治が福井商会を継承
- 1936年 - 福井商会を大阪市旭区に移転
- 1938年 - 福井勝治が、チェーン販売網の開拓を目的として新興製薬会社を設立
- 1943年
  - 福井商会、新興製薬社、日本製薬株式会社の3社が合併し、福井製薬株式会社に商号変更
  - 福井勝治が代表取締役社長に就任
  - 資本金19万円に増資
- 1946年 - 資本金200万円に増資
- 1948年 - 資本金500万円に増資
- 1950年 - 販売権を西日本薬品株式会社（現日邦薬品工業株式会社）に委託
- 1957年 - 福井製薬株式会社を大阪市城東区今福に移転
- 1958年 - 西日本薬品株式会社より「ミラグレーン」発売
- 1960年 - 資本金800万円に増資
- 1961年
  - 資本金1000万円に増資
  - 西日本薬品株式会社より「タウロミン」発売
- 1971年 - 資本金2000万円に増資
- 1972年
  - 資本金3000万円に増資
  - 新社屋及び液剤工場完成
- 1975年 - 資本金3750万円に増資
- 1976年 - 錠剤工場及び製品倉庫完成
- 1982年 - 福井勝治死去により、福井康夫が代表取締役社長に就任
- 1986年 - 液剤をアンプル瓶からドリンク瓶に変更
- 1993年 - 大日本製薬株式会社（現住友ファーマ株式会社）より「小粒タウロミン」発売
- 2005年
  - 「小粒タウロミン」の販売権が、大日本製薬株式会社から興和株式会社に移譲
  - 株式会社今村産業製薬より、「強力タウロイックス」「タウロイックスV」の製造販売権を譲受
- 2019年 - 福井康介が会長に就任。大西博己が代表取締役社長に就任。

## 商品

### 医薬品
- タウロミン【第2類医薬品】
- タウロミン顆粒【第2類医薬品】
- タウロイックス・B【第3類医薬品】
- ミラグレーン錠【第3類医薬品】
- 小児用ブリル内服液【第3類医薬品】
- タウロイックス・B【第3類医薬品】
- 新タウロ感冒レッド【第2類医薬品】
- 新タウロ感冒ブルーα【第2類医薬品】
- 新小児用タウロアタック・シロップ【第2類医薬品】
- ブリル錠【第2類医薬品】
- ブリルCa・D3【第2類医薬品】
- ハイ-ブリルS【第2類医薬品】
- タウロミンホワイト【第3類医薬品】
- ゴルファンG【第2類医薬品】
- 小粒タウロミン【第2類医薬品】

### 化粧品
- ビューティー洗顔酵素

### 栄養機能食品
- 新ブリルナチュール

### 機能性表示食品
- フクイのイチョウ葉